# Huelga general en Cataluña de octubre de 2017
La huelga general catalana de 2017 (también conocida como huelga 3-O) fue una huelga general convocada en Cataluña el martes 3 de octubre de 2017 por los sindicatos CGT, CNT, COS, I-CSC e IAC, así como por los diferentes Comités de Defensa de la Huelga, sucesores de los Comités de Defensa del Referéndum. El motivo de la convocatoria fue denunciar la supuesta vulneración de derechos y el empeoramiento, que denunciaban los convocantes, de las condiciones laborales en diferentes centros de trabajo consecuencia de la intervención en ellos del cuerpos de la Policía Nacional y la Guardia Civil, enmarcada dentro de la campaña llamada Operación Anubis contra la celebración del referéndum sobre la independencia de Cataluña. Ante la urgencia de los acontecimientos, la petición de huelga fue tramitada el 21 de septiembre y de acuerdo con el preaviso legalmente establecido, esta no se pudo realizar antes del 3 de octubre. 
Paralelamente, el 1 de octubre, la Mesa por la Democracia decidió convocar una paralización social general, bajo el nombre de Parada de país, para el mismo 3 de octubre. La composición de esta plataforma es heterogénea, agrupando a entidades sociales (Asamblea Nacional Catalana, Òmnium Cultural), organizaciones sindicales (CCOO, UGT, USOC) y organizaciones patronales (PIMEC, CECOT), entre otras muchas.

## Convocatoria

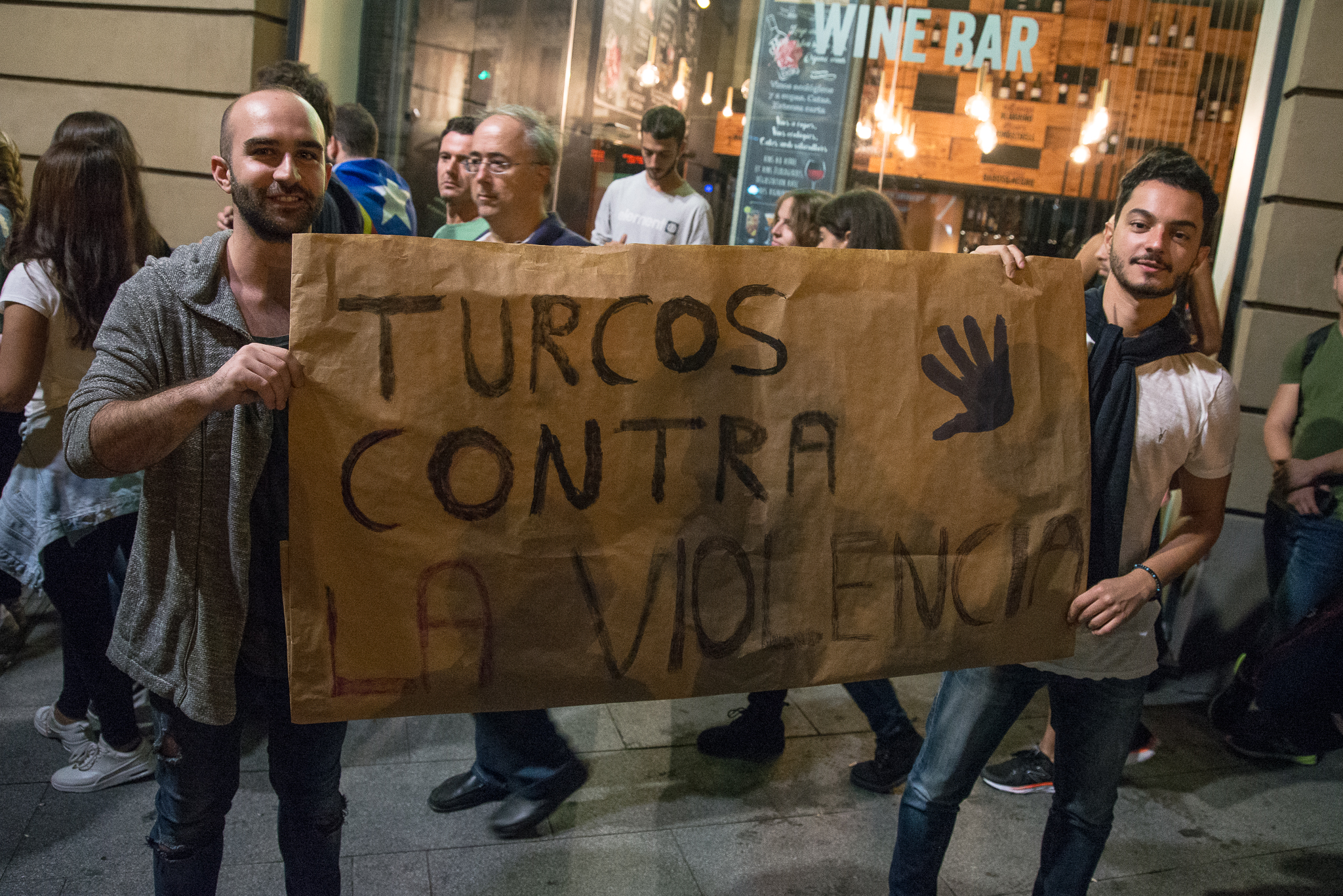
Turcos con pancartas contra la violencia policial en Vía Layetana (Barcelona).

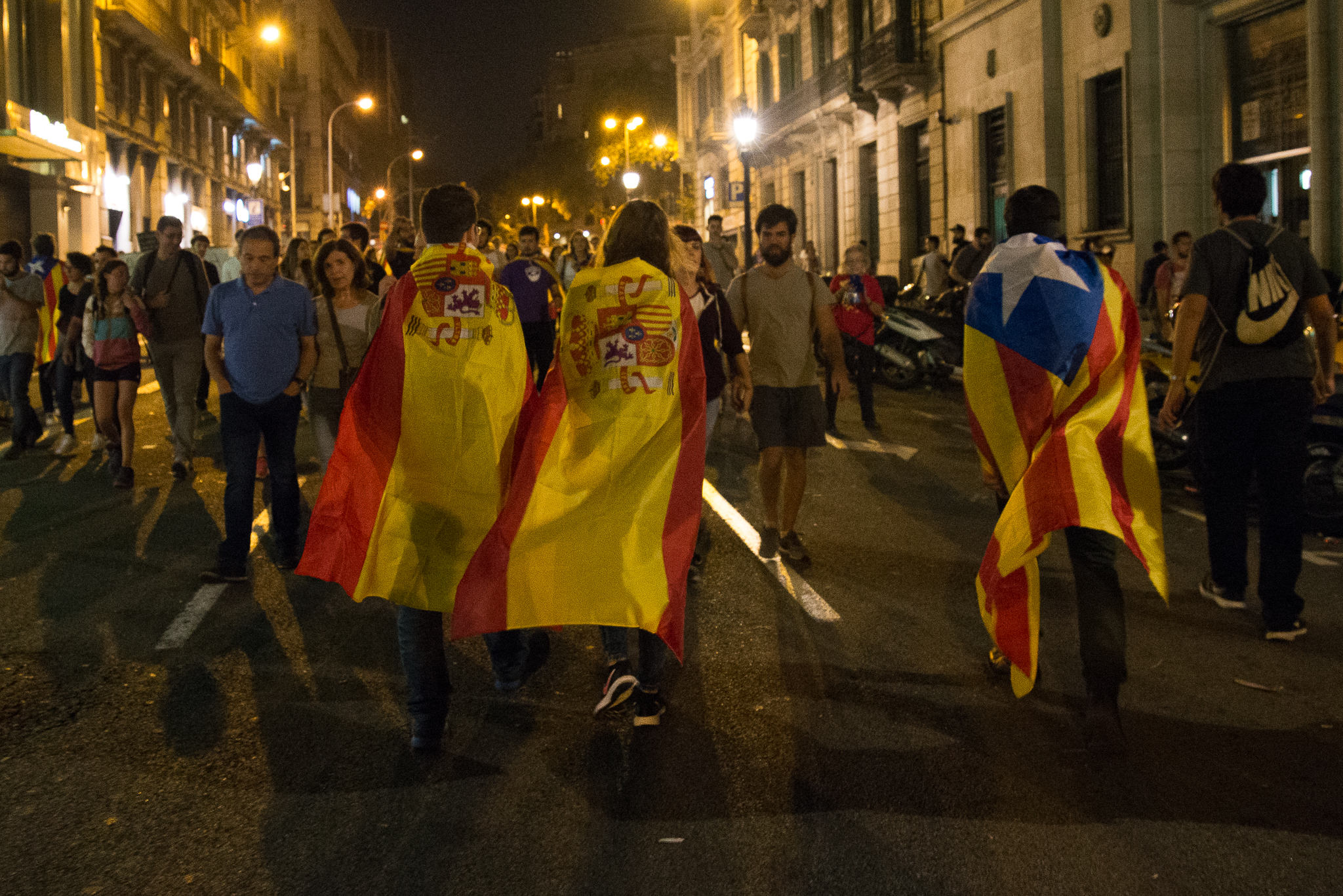
Partidarios y contrarios a la secesión de Cataluña, manifestándose juntos en Vía Layetana (Barcelona) contra la violencia.

### 1 de octubre
En la misma noche de la celebración del referéndum del 1 de octubre el líder de Òmnium Cultural Jordi Cuixart tras decir «hoy empieza todo», hizo un llamamiento a «hacer un paro nacional, una huelga general». Se trataba de un «paro de país» como forma de protesta por las cargas policiales de ese día, aunque lo cierto es que la preparación del mismo había comenzado a mediados de septiembre cuando dos sindicatos, Intersindical CSC y Intersindical Alternativa de Catalunya, presentaron el preaviso de huelga general. A esta propuesta se sumaron en seguida la Asamblea Nacional Catalana y Omnium Cultural, así como los partidos independentistas, mientras que los sindicatos mayoritarios CC OO y UGT no la apoyaron. «Las declaraciones del presidente Puigdemont en la noche del 1 de octubre no dejaron lugar a dudas de que la única estrategia política que contempla el Gobierno es la declaración unilateral de independencia. Siendo esto así, UGT y CC OO decimos claramente que no avalamos esa posición ni esa estrategia política», afirmaron los dos sindicatos mayoritarios en el comunicado conjunto que hicieron público después del 1-O. Quien sí apoyó plenamente el «paro de país» fue el gobierno de Cataluña que dio facilidades a los funcionarios de la Generalidad para la que lo secundaran.

### 2 de octubre
La Mesa por la Democracia instó a hacer concentraciones ante los centros de trabajo o ante los Ayuntamientos a las 12 h con el objetivo de "luchar contra la represión y por las libertades".
Durante la tarde los Comités de defensa del Referéndum se reunieron en plazas y pueblos del país en asamblea para coordinar los actos del día siguiente. La noche del 2 al 3 de octubre centenares de manifestantes se concentraron a las puertas de algunos hoteles donde se alojaban los policías nacionales y guardias civiles para manifestarse ruidosamente.

### 3 de octubre
Los sindicatos impulsores de la huelga convocaron a las 12h una manifestación en las capitales de comarca y a las 18 h una manifestación en la capital del área regional. En el caso de Barcelona, la manifestación por la tarde fue convocada en los jardines de Gracia, el cruce entre la avenida Diagonal y paseo de Gracia. Los bomberos, por su parte, anunciaron una manifestación a las 11 de la mañana ante la Delegación del Gobierno en Barcelona.
Por su parte, la Mesa por la Democracia convocó concentraciones a las 11 h frente al instituto Ramon Llull, que fue uno de los varios centros afectados durante el referéndum por la policía, y a las 18h en la plaza de la Universidad.

## Transcurso de la jornada
A primera hora de la mañana se cortaron las principales carreteras de Cataluña en varios puntos. Desde las principales vías de Barcelona a la AP7, que se cortó por tres puntos de las comarcas de Gerona y en el Penedès, así como la AP2 en Molins de Rey, la C32 a la altura de Sitges y la C25 en Vic. Unas 15 grandes vías principales y los accesos en Francia y Andorra fueron cortados antes de las 8AM. La principal vía afectada fue la AP-7 con 10 kilómetros de retenciones; según tráfico  hubo problemas de circulación por manifestaciones y marchas lentas a las siguientes vías: C-31, C-32, B-10, C-16, C-17, C-25, C-28, C-37, C-252, C-63, C-65, B-23, B-30, C-66, GI-514, N-145, N-154, N-340, N-240, N-260, N-420 y N-II. También hubo afectaciones y cortes en la Vía Layetana, la Meridiana o la Ronda Litoral de Barcelona.
Los estibadores del Puerto de Barcelona y del Puerto de Tarragona secundaron la huelga al 100%. También lo hicieron algunos grandes centros logísticos, como Mercabarna, así como gran parte de centros educativos y sanitarios. La Diputación de Gerona decidió no adherirse a la huelga.
A las ocho y media de la mañana se informó que los barcos amarrados al Puerto de Barcelona que alojan a agentes de la Guardia Civil y la Policía Nacional alargarían su estancia hasta el 11 de octubre.

### Incidencia de la huelga
En cuanto a la incidencia de la huelga se puede afirmar que el seguimiento fue muy amplio en el sector público catalán, incluyendo la sanidad y la enseñanza. En cambio fue desigual en el sector servicios y en la industria ―el consumo de electricidad se redujo un 11,5% respecto a un día normal―. Durante la jornada se produjeron numerosos cortes de carreteras, autovías y autopistas, así como de vías férreas y estaciones de ferrocarril como la Estación de Sants en Barcelona. Estas acciones fueron protagonizadas por los llamados Comités de Defensa de la República, una reconversión de los anteriores Comités de Defensa del Referéndum que se habían formado días antes de la celebración del referéndum del 1 de octubre en la órbita de la Asamblea Nacional Catalana.